# Herr Lazarescus död
Herr Lazarescus död (rumänska: Moartea domnului Lăzărescu) är en rumänsk svart komedifilm från 2005 i regi av Cristi Puiu, med Ioan Fiscuteanu i huvudrollen. Den handlar om en 63-årig man som söker vård men enbart skickas mellan olika sjukhus. Idén till filmen har sin upprinnelse i en period då regissören led av hypokondri och läste om olika vårdskandaler. Filmen hade premiär vid filmfestivalen i Cannes 2005 där den vann Un certain regard-priset. Den gick upp på svensk bio 23 mars 2007.

## Medverkande
- Ion Fiscuteanu som herr Dante Remus Lăzărescu
- Luminița Gheorghiu som fru Mioara Avram
- Gabriel Spahiu som Leo
- Doru Ana som Sandu Sterian
- Șerban Pavlu som Gelu
- Florin Zamfirescu som doktor Ardelean
- Clara Vodă som doktor Gina Filip
- Adrian Titieni som doktor Dragoș Popescu
- Dana Dogaru som Mihaela "Miki" Sterian
- Mihai Brătilă som doktor Breslașu
- Mimi Brănescu som doktor Mirică
- Rodica Lazăr som doktor Șerban
- Alina Berzunțeanu som doktor Zamfir
- Mirela Cioabă som Marioara